# موراكسيلة
الموراكسيلة (الاسم العلمي: Moraxella) هي جنس من البكتيريا يتبع الفصيلة الموراكسيلية من رتبة الزوافات.